# كوني فرنسيس
كوني فرنسيس (بالإنجليزية: Connie Francis) هي موسيقية وكاتبة غنائية ومغنية وممثلة أمريكية، ولدت في 12 ديسمبر 1938 بنيوآرك في الولايات المتحدة.

## وصلات خارجية
- كوني فرنسيس على موقع IMDb (الإنجليزية)
- كوني فرنسيس على موقع الموسوعة البريطانية (الإنجليزية)
- كوني فرنسيس على موقع روتن توميتوز (الإنجليزية)
- كوني فرنسيس على موقع مونزينجر (الألمانية)
- كوني فرنسيس على موقع ألو سيني (الفرنسية)
- كوني فرنسيس على موقع ميوزك برينز (الإنجليزية)
- كوني فرنسيس على موقع أول موفي (الإنجليزية)
- كوني فرنسيس على موقع قاعدة بيانات الأفلام السويدية (السويدية)
- كوني فرنسيس على موقع إن إن دي بي (الإنجليزية)
- كوني فرنسيس على موقع أول ميوزيك (الإنجليزية)